# Колозимо, Джеймс
Джеймс «Большой Джим» Колозимо (при рождении Винченцо Колозимо; 16 февраля 1878 год, Колосими, Калабрия, Королевство Италия — 11 мая 1920 год, Чикаго, штат Иллинойс, США) — американский гангстер итальянского происхождения, один из первых главарей Чикагской мафии, был известен своим вульгарным образом жизни и империей, построенной на организации проституции, азартных играх и рэкете.

## Биография
Джеймс «Большой Джим» Колозимо родился от брака Луиджи Колозимо и его второй жены Джузеппины Маскаро в городке Колозими и иммигрировал в 1895 году в Чикаго, штат Иллинойс, из города Козенцы итальянской области Калабрия. Начав мелким рядовым, Колозимо был замечен членами городского управления Майклом «Хинки Динк» Кенной и Джоном Кулином. Он работал на них сначала как участковый партийный босс, затем занимался распределением денег, полученных путём рэкета. Здесь он приобрел политические связи, которые помогли ему в будущем стать главарем группировки. Затем Колозимо приобрел прозвище «Джим Бриллиант», которое получил за то, что часто надевал белый костюм и носил бриллиантовые булавки, кольца и другие украшения.

## Публичные дома
В 1902 году Колозимо женился на Виктории Мореско, содержательнице публичного дома в Чикаго. Вскоре молодожены открыли второй публичный дом. В течение нескольких лет Колозимо расширил свой бизнес до 200 публичных домов и занялся азартными играми и рэкетом. К 1909 году Колозимо серьёзно угрожала банда «Чёрная рука». Он обратился за помощью к своему племяннику Джону «Лису» Торрио, которого привез в Чикаго из Бруклина и сделал вторым в своей команде. В следующем году Колозимо открыл ресторан в Чикаго по адресу 2126 South Wabash, назвав его в честь себя — Кафе Колозимо. В 1919 году Торрио и Колозимо открыли публичный дом по адресу 2222 South Wabash, названный «Четыре двойки».

## Убийство
Торрио привел своего знакомого Аль Капоне для работы в качестве бармена и вышибалы, тем самым познакомив его с Чикаго. Когда в 1920 году вступил в силу «сухой закон», Торрио уговаривал банду начать заниматься бутлегерством, но Колозимо отказался. В мае 1920 года Колозимо уехал из города для того, чтобы жениться на Дейл Уинтер (он бросил свою первую жену). Вернувшись в Чикаго, Колозимо был застрелен среди бела дня. В убийстве подозревали Дейла Уинтера, Джона Торрио, Капоне и других, но никто не был арестован. После его убийства группировку Колозимо контролировали сначала Джон Торрио, затем Аль Капоне.